# Francesco Ercole
Francesco Ercole (La Spezia, 30 marzo 1884 – Gardone Riviera, 25 maggio 1945) è stato uno storico e politico italiano, ministro dell'educazione nazionale nel governo Mussolini.

## Biografia

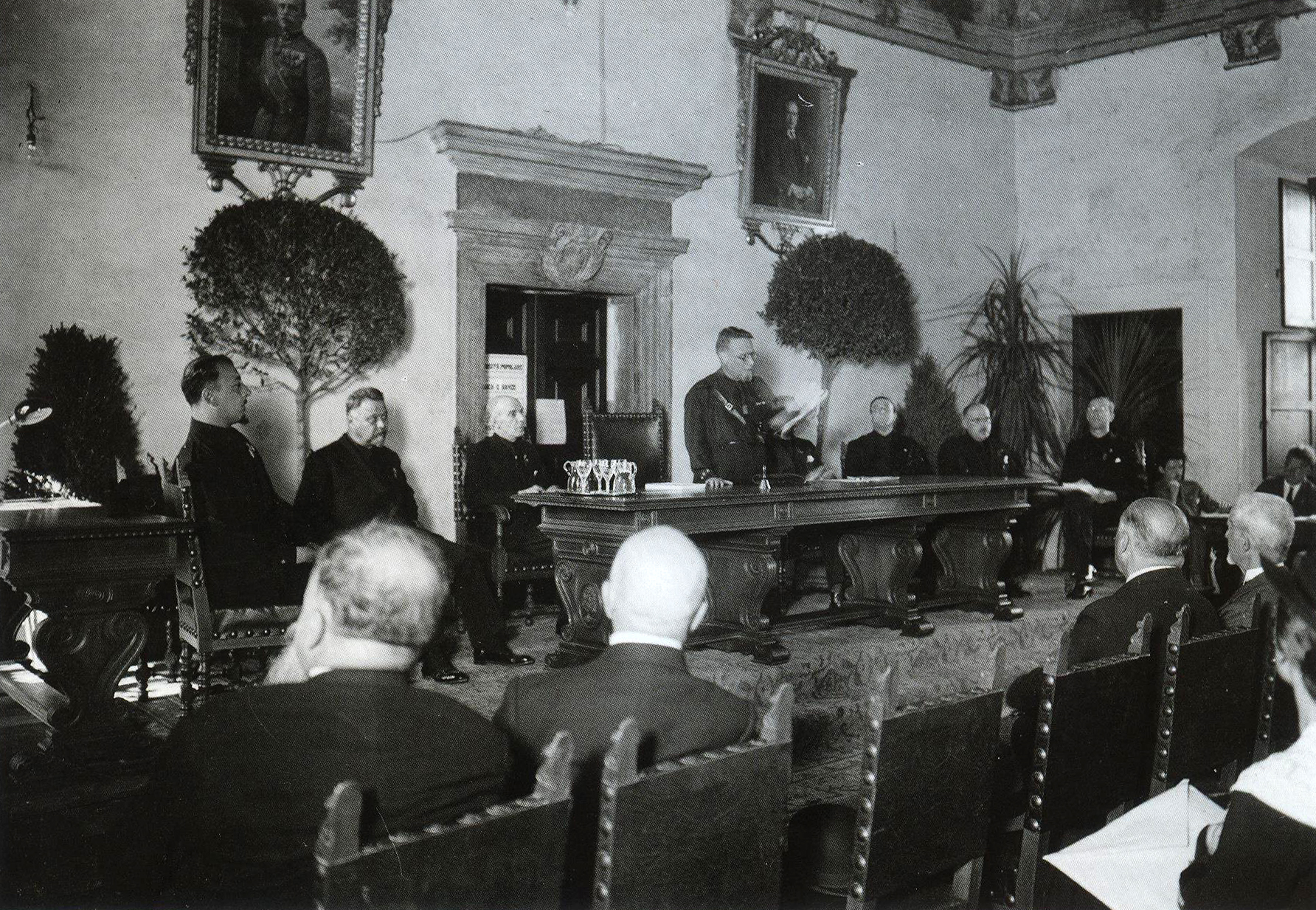
Il ministro Ercole inaugura il III Congresso nazionale di arti e tradizioni popolari nella Sala grande del Castello del Buonconsiglio (Trento) nel 1930, in una fotografia di Sergio Perdomi

Laureato in giurisprudenza nel 1907 a Parma, insegnò dal 1912 Storia del diritto italiano all'Università di Urbino.
Quindi fu professore nelle università di Sassari e di Cagliari fino al 1920.
Quell'anno si trasferì a Palermo, dove aderì al partito nazionalista divenendo membro del Comitato centrale.
Dal 1924 al 1932 è stato Rettore della Università di Palermo e ordinario di Storia moderna.
Nel 1923, con lo scioglimento dell'ANI passò al PNF. Nel 1925 fu tra i firmatari del Manifesto degli intellettuali fascisti, redatto da Giovanni Gentile.
Fu eletto in Sicilia deputato del partito fascista nel 1929 e nel 1934 fino al 1939, 
Fu nominato ministro dell'educazione nazionale nel governo Mussolini, tra il 1932 e il 1935. 
Nel 1934 il ministro Francesco Ercole escluse dai programmi scolastici ogni dialetto o idioma o lingua diversi dall'italiano standard avendo il regime fascista imboccato la strada del cieco nazionalismo linguistico. 
Nel 1935 passò alla cattedra di storia moderna dell'università Sapienza di Roma e fu Presidente dell'Istituto storico italiano per l'età moderna. Fu socio dell'Accademia dei Lincei dal 18 giugno 1936. 
Considerato uno storico delle istituzioni giuridiche e del pensiero politico medievale, studiò in particolare le problematiche riguardanti il passaggio dal comune alla signoria e la nascita del principato. Noti anche i suoi numerosi studi su Dante politico, a proposito delle cui tesi intervennero con giudizi discordanti Bruno Nardi e Giovanni Gentile.

## Opere principali
Tra le opere si ricordano: 
- La politica di Machiavelli, (1926)
- Il pensiero politico di Dante (1927)
- La morale del fascismo (1927)
- Dal Comune al Principato (1928)
- Da Carlo VIII a Carlo V (1932)
- La rivoluzione fascista (1936)
- Giuseppe Mazzini (1938)
- Storia del fascismo (1939)